# Everyeye.it
Everyeye.it（エブリアイドットアイティ）は、コンピュータゲーム業界の報道を目的として設立されたポータルサイトおよびオンライン新聞。2021年の時点でこのウェブサイトは、月間1200万人を超えるユニークユーザーがいるエンターテインメントセグメント向けとして、イタリアで最も訪問されているサイトの一つである。 